# 킹스 스피치
《킹스 스피치》(영어: The King's Speech)는 2010년에 개봉된 영국의 역사 영화로, 톰 후퍼가 감독을 맡고, 데이비드 자이들러가 각본을 썼다. 미국 아카데미 최우수작품상과 토론토 국제 영화제 관객상을 수상했다. 영국 아카데미상(BAFTA) 시상식에서 14 개 부분에 후보로 채택된 뒤 7개 부문에서 수상하였고, 아카데미상 시상식에서는 12 개 부문에 후보로 채택된 뒤 이 중 4개 부문에서 수상하였으며, 콜린 퍼스의 남우주연상을 포함하여 7개의 골든 글로브상을 수상하였다.
2012년 1월, KBS 명화극장에서 성우 장광, 이완호 등의 참여로 더빙되어 소개되었다.

## 줄거리
조지 6세(콜린 퍼스 분)는 연설때마다 말을 더듬는 장애가 있었다. 부친인 조지 5세는 군주는 민중과 소통해야 한다고 믿는 터라 아들의 장애를 근심한다. 조지 6세와 아내 엘리자베스는 말더듬증을 극복하기 위해, 공인되지 않은 언어치료사인 라이오넬 로그(제프리 러시 분)를 소개받는다. 라이오넬은 다른 언어치료사들과 달리 조지6세의 말을 진지하게 들어주어 마음의 안정을 찾도록 배려한다. 이들이 점차 마음을 열어가기 시작할 무렵 부친이 서거하게 되고 그의 형이 왕위에 앉으나 곧 사임한다. 대관식에 대비해 라이오넬 로그를 자신의 언어치료사로 소개한 조지는 그가 아무 학위도 자격증도 없는 사람이라는 것을 알게 되고 화를 낸다. 하지만 라이오넬 로그는 제1차 세계대전의 후유증으로 말을 더듬던 병사들을 치료했던 이야기를 하며 자신감을 주고 그들의 이야기를 들어주는 것이 마음의 병을 치료할 수 있는 방법이며 '그게 어떤 건지는 당신도 알 것'이라고 말한다. 조지 6세는 2차 세계 대전이 발발했을 때 로그의 도움을 받아 그의 첫 전시 연설을 하게 된다.

## 출연
- 콜린 퍼스 - 조지 6세
- 제프리 러시 - 라이오넬 로그
- 헬레나 보넘 카터 - 엘리자베스 왕비
- 가이 피어스 - 에드워드 8세
- 마이클 갬본 - 조지 5세
- 티머시 스폴 - 윈스턴 처칠
- 제니퍼 일리 - 머틀
- 데릭 재커비 - 코스모 랭
- 앤서니 앤드루스 - 스탠리 볼드윈
- 로저 패롯 - 네빌 챔버레인
- 클레어 블룸 - 퀸 메리
- 이브 베스트 - 윌리스 심슨
- 프레야 윌슨 - 프린세스 엘리자베스
- 러모나 마케즈 - 프린세스 마가렛
- 도미닉 애플화이트 - 발렌틴 로귀
- 캘럼 기틴스 - 로리 로귀
- 벤 윔셋 - 안소니 로귀
- 로저 해몬드 - 닥터 블런딤 벤담
- 사이몬 챈들러 - 로드 도슨
- 패트릭 라이카트 - 로드 위그럼
- 팀 다우니 - 듀크 오브 글로스터
- 올란도 웰즈 - 듀크 오브 켄트
- 제이크 헤서웨이 - 윌리
- 앤드류 하빌 - 로버트 우드
- 로버트 포탈 - 애커리
- 데이빗 뱀버 - 씨어터 디렉터
- 리처드 딕슨 - 프라이벗 세크러테리
- 에드리언 스카보로 - BBC 라디오 아나운서
- 찰스 암스트롱 - BBC 테크니션
- 해리 심스 - BBC 테크니션 / 솔저
- 숀 탈로 - BBC 테크니션 / 솔저
- 폴 트루셀 - 샤우퍼
- 존 엘바시니 - 풋맨
- 대니 에머스
- 테레사 갤러거 - 너즈
- 딕 워드 - 버틀러
- 존 워너비 - 스튜워드
- 딘 엠브리지 - 로얄 마린
- 맥스 칼럼 - 로얄 풋맨
- 메리 로빈슨 - 로얄 내니
- 미하이 아센 - 로미니언 디그네터리
- 그레이엄 커리 - 인펀트리
- 필리포 - 언더쿡
- 토니 이언쇼 - 폴리스맨
- 젠슨 프리먼 - 브라이트 영
- 사라 몰켄딘 - 하우스 메이드
- 마틴 무어
- 피트 노어키스 - 패서바이
- 알렉스 사브가 - 퓨너럴 세일러

## 한국판 성우진(KBS) (2012년 1월 20일)
- 장광 - 조지 6세(버티)(콜린 퍼스)
- 이완호 - 라이오넬 로그(제프리 러쉬)
- 배정미 - 엘리자베스 왕비(헬레나 본햄 카터) / 마가렛 공주(라모나 마케즈)
- 유강진 - 조지 5세(마이클 갬본)
- 송도영 - 머틀 로그(제니퍼 엘) / 메리 여왕(클레어 블룸) / 월리스 심슨(이브 베스트)
- 이재용 - 에드워드 8세(가이 피어스) / 극단 감독(데이빗 뱀버)
- 이윤선 - 대주교 코스모 랭(데릭 재커비)
- 장승길 - 위그램 경(패트릭 라이카트) / 라디오 방송 아나운서(애드리언 스카보로)
- 이장원 - 스탠리 볼드윈(앤서니 앤드루스) / 네빌 체임벌린(로저 패럿) / 버티의 치료사(로저 해먼드)
- 홍진욱 - 윈스턴 처칠(티머시 스폴) / 로버트 우드(앤드류 하빌) / 로리 로그(칼럼 기틴스)
- 박지윤 - 엘리자베스 2세(프레야 윌슨) / 앤서니 로그(벤 웜셋) / 윌리(제이크 해서웨이)
- 남도형 - 발렌틴 로그(도미닉 애플화이트)